# Caractère neutre
Un caractère neutre en biologie ne présente aucun avantage ni désavantage sélectif. Il ne subit pas la sélection naturelle.
Par conséquent l'évolution de ce type de caractère est indépendante de l'environnement et n'est orientée que par la dérive génétique.
La neutralité d'un caractère est relative, la pression de sélection peut être plus ou moins forte. Les effets de la dérive génétique peuvent donc être plus ou moins importants. 
Cet aspect du concept s'applique surtout à l'évolution moléculaire dans les séquences de l'ADN et des protéines.